# ترگارون
ترگارون (به فرانسوی: Trégarvan) یک کمون در فرانسه است که در Canton of Châteaulin واقع شده‌است.

## خصوصیات
ترگارون ۹٫۶۸ کیلومترمربع مساحت و ۱۴۱ نفر جمعیت دارد.